# Vinkovich Benedek
Jaski Vinkovich Benedek (Vinkovits; Jaska, Zágráb vármegye, 1581. – Zágráb, 1642. december 2.) pécsi, majd zágrábi püspök.

## Élete
A kolozsvári jezsuita kollégiumban tanult, majd a zágrábi papnevelőben tanár lett. Bécsben és Bolognában tanult tovább, ahol filozófiai és teológiai doktor lett. 1606-ban a bolognai Collegium Illiricum Hungaricum rektora és kanonok volt. 1609-től csázmai főesperes lett. 1617-ben magyar nemességet kapott. 1619-től a horvát rendek követe a királynál, hogy a szerb menekülteket az ország kormánya s a földesúri székek alá helyezzék. 1624–1637 között zágrábi nagyprépost. 1625-ben az országgyűlésen a muraközi ügyben fölszólalva e területet, mely akkor szinte teljesen a lutheri irányt követte, „Felső-Horvátország” részének tartotta, s dicsérte a protestáns prédikátorokat elűző püspököt, mire a protestáns rendek haját s szakállát a helyszínen kitépték. Elégtételként II. Ferdinánd az 1625/61. törvénycikkben kimondatta, hogy a zágrábi nagyprépostoknak örök időkre helye van a magyar országgyűlésben, s a horvát küldöttek egyike a felső táblán kapott helyet. Neki és nagyprépost utódainak adta a bélai apáti, a vránai perjeli s a királyi tanácsosi címet. VIII. Orbán ezt megerősítette, s megengedte neki a püspöki jelvények használatát. 1626-ban a horvát rendek országos biztosnak nevezték ki a görögkeleti szerbek ügyeinek rendezésére, ez évben megkezdte a bécsi horvát szeminárium szervezését. 
II. Ferdinánd Draskovich György helyére 1630. október 25-én pécsi püspökké nevezte ki. VIII. Orbán 1633. június 6-án megerősítette székében. 1634. március 19-én Bécsben szentelték fel püspöknek. Püspöksége idején Pécsett csupán 4 jezsuita és 1 katolikus egyházmegyei pap működött, s csak egy fa kápolnájuk volt. A tizedekből csupán 100 forintot kapott, azt is a jogfolytonosság megőrzéséért. 1635-ben a latin liturgia elleni küzdelméért Pázmány Péter érsek és VIII. Orbán is megdorgálta. Sikertelenül próbálkozott a szerb uszkókok polgári hatóság alá helyezésével, így azok sok kárt okoztak az egyházmegyéjének. 1637-ben a káptalan ellen kitört stibrácski parasztlázadás lecsendesítésével próbálkozott. Támogatta Borković Márton ellenreformációs tevékenységét a Muraközben.
1637. május 2-án a király kinevezte zágrábi megyéspüspökké, amit VIII. Orbán 1642. április 28-án hagyott jóvá. Pereskedett a káptalannal, Erdődy György horvát bánnal, a német tábornokokkal és a várkapitányokkal. A római kúriával a pápai adományi illetmények (annatae) miatt, mely ügyben fő megbízottja földije és barátja, Rafael Levaković későbbi püspök és érsek volt. Helyreállíttatta a székesegyházat, és szemináriumot nyitott Zágrábban. 1642-ben egyházmegyei zsinatot tartott.
Utóda a pécsi püspöki székben 1637-től Cseh János, a zágrábi székben 1643. április 11-től Bogdán Márton.

## Művei
- Notitiae episcopatus et episcoporum ecclesiae Zagrabiensis. Kz.
- Relatio et informatio de Valachis et episcopatu Valachorum seu Rascianorum... Kz.